# L'Extase matérielle
L'Extase matérielle est un essai de J. M. G. Le Clézio publié en 1967 aux éditions Gallimard. 

Essai discursif, à l'opposé de tout système, composé de méditations écrites en toute tranquillité, destinées à remuer plutôt qu'à rassurer, oui, à faire bouger les idées reçues, les choses acquises ou apprises. C'est un traité des émotions appliquées. « Les principes, les systèmes sont des armes pour lutter contre la vie. » « La beauté de la vie, l'énergie de la vie ne sont pas de l'esprit, mais de la matière »
« Le corps est vie, l'esprit est mort. La matière est être, l'intellect néant. Et le secret absolu de la pensée est sans doute ce désir jamais oublié de se replonger dans la plus extatique fusion avec la matière. »